# フェルナンド1世 (アラゴン王)
フェルナンド1世（カスティーリャ語：Fernando I、アラゴン語：Ferrando I フェランド1世 1380年11月27日 - 1416年4月2日）は、アラゴン王、バレンシア王、バルセロナ伯、およびシチリア王（在位：1412年 - 1416年）。カタルーニャ語名ではフェラン1世（Ferran I）、イタリア語名ではフェルディナンド1世（Ferdinando I）。フェルナンド・デ・アンテケーラ（Fernando de Antequera）と呼ばれたが、これは即位前の1410年にグラナダ王国の支配下にあったアンテケーラを征服したことによる。

## 生涯

### 生い立ち
カスティーリャ王フアン1世と王妃レオノール（アラゴン王ペドロ4世の娘）の次男として、メディナ・デル・カンポ（現在のバリャドリッド県）で生まれた。

### カスティーリャ摂政
カスティーリャ王位は1390年に兄エンリケ3世が継いだが、1406年に27歳で早世し、甥で2歳足らずの遺児フアン2世が王位につくと、その母后カタリナと共に摂政を務めた。摂政としての事績はレコンキスタを主導したことが挙げられ、1407年からナスル朝グラナダを西から攻撃してサアーラを攻略、一旦引き上げた後の1410年に北西からグラナダへ再進出、9月にアンテケーラも落とし名声を獲得した。
また、フェルナンドの子女たちもカスティーリャにおいて大きな影響力を持ち、その状況はフェルナンドがアラゴン王位を継承した後も続いたため、「アラゴンの王子たち」 (Infantes de Aragón) と呼ばれた。宮廷で増大する親フェルナンド派に圧迫されたフアン2世とその支持者たちは、後に寵臣政治を展開して彼らに対抗していくことになる。

### アラゴン王選出
母方の伯父にあたるアラゴン王マルティン1世（シチリア王としてはマルティーノ2世）が1410年に嗣子のないまま亡くなると、カスペの妥協によって1412年にアラゴン王として選ばれた。これには、対立教皇ベネディクトゥス13世とその腹心であるビセンテ・フェレールの工作、および外国人なら都合が良いと考えるカタルーニャやアラゴン貴族の意向が働いていた。
フェルナンド1世の業績で知られるのは、王位継承候補者の一人ウルジェイ伯ジャウマ2世が起こした1413年の反乱を鎮圧、カタルーニャを始めアラゴン連合王国を構成する各国の自治を尊重したこと、コンスタンツ公会議が宣言した対立教皇ベネディクトゥス13世の廃位を1416年に受け入れ、40年にも及んだ教会大分裂を終わらせたことである。フェルナンド1世の即位を支持したベネディクトゥス13世はこの裏切りを深く恨み、彼を破門に処したばかりか繰り返し呪詛し続けたという。
即位から4年後の1416年、イグアラダ（現在のバルセロナ県）にて35歳で死去した。

## 子女
1394年、カスティーリャ王族のレオノール・デ・アルブルケルケ（サンチョ・デ・アルブルケルケの長女で、父の従妹（従叔母）に当たる）と結婚した。2人の間の子は以下の通り。
- アルフォンソ5世（1394年 - 1458年） - アラゴン王、シチリア王、ナポリ王。
- マリア（1396年 - 1445年） - カスティーリャ王フアン2世の最初の王妃。息子エンリケ4世は一時アラゴン王とバルセロナ伯の位を叔父（マリアの弟）のフアンと争った。
- フアン2世（1397年 - 1479年） - ナバラ王、アラゴン王、シチリア王。
- エンリケ（1400年 - 1445年） - ビリェーナ公、アルブルケルケ伯、サンティアゴ騎士団総長（在任：1400年 - 1445年）
- レオノール（1402年 - 1445年） - ポルトガル王ドゥアルテ1世妃。
- ペドロ（1406年 - 1438年） - アルブルケルケ伯、ノート公。
- サンチョ（1410年 - 1416年） - アルカンタラ騎士団長